# Moulin de la Providence
Le moulin de la Providence est un ancien moulin à vent de la commune du Croisic, dans le département français de la Loire-Atlantique.

## Présentation
Le moulin de la Providence est érigé en 1841 à l'initiative du meunier Jean Baholet. Ce moulin-tour est un modèle tardif du XIXe siècle. Il est doté d'ailes à voiles alors qu'une technologie récente de 1839, les ailes Berton, aurait permis d'obtenir de meilleurs rendements. La principale période d'activité se situe entre 1841 à 1894. Désaffecté, il est par la suite racheté par Jules Levesque, propriétaire du domaine de Penn Avel, qui le transforme en remise.
Aujourd'hui intégré au Parc de Penn-Avel, cet édifice est, avec le moulin de Bauvran, l'un des deux seuls conservés parmi la dizaine de moulins à vent érigés sur le territoire de la commune. Cette partie du parc est devenue propriété communale en 1977.
Les membres de la Société des Amis du Croisic, désireux de valoriser ce site patrimonial depuis les années 1990, signent une convention avec la mairie le 12 janvier 2010. Cette dernière leur permet d'initier les travaux de restauration indispensables a la remise en état (ailes disparues, toiture abîmée). La première phase de restauration débute en 2011. Ainsi, le moulin ouvre ses portes pour la première fois au grand public le 17 juin 2012 à l'occasion de la Journée des Moulins et du Patrimoine de pays.
Dès 2011, le Conseil départemental de la Loire-Atlantique soutient financièrement les travaux de restauration menés à l'initiative de la Société des Amis du Croisic dans le cadre de sa politique d'aide en faveur du patrimoine de proximité non protégé. Les deux tranches de travaux destinées à la restauration du moulin (consolidation de la tour et réfection de la toiture), représentent un coût de 245 218 €.

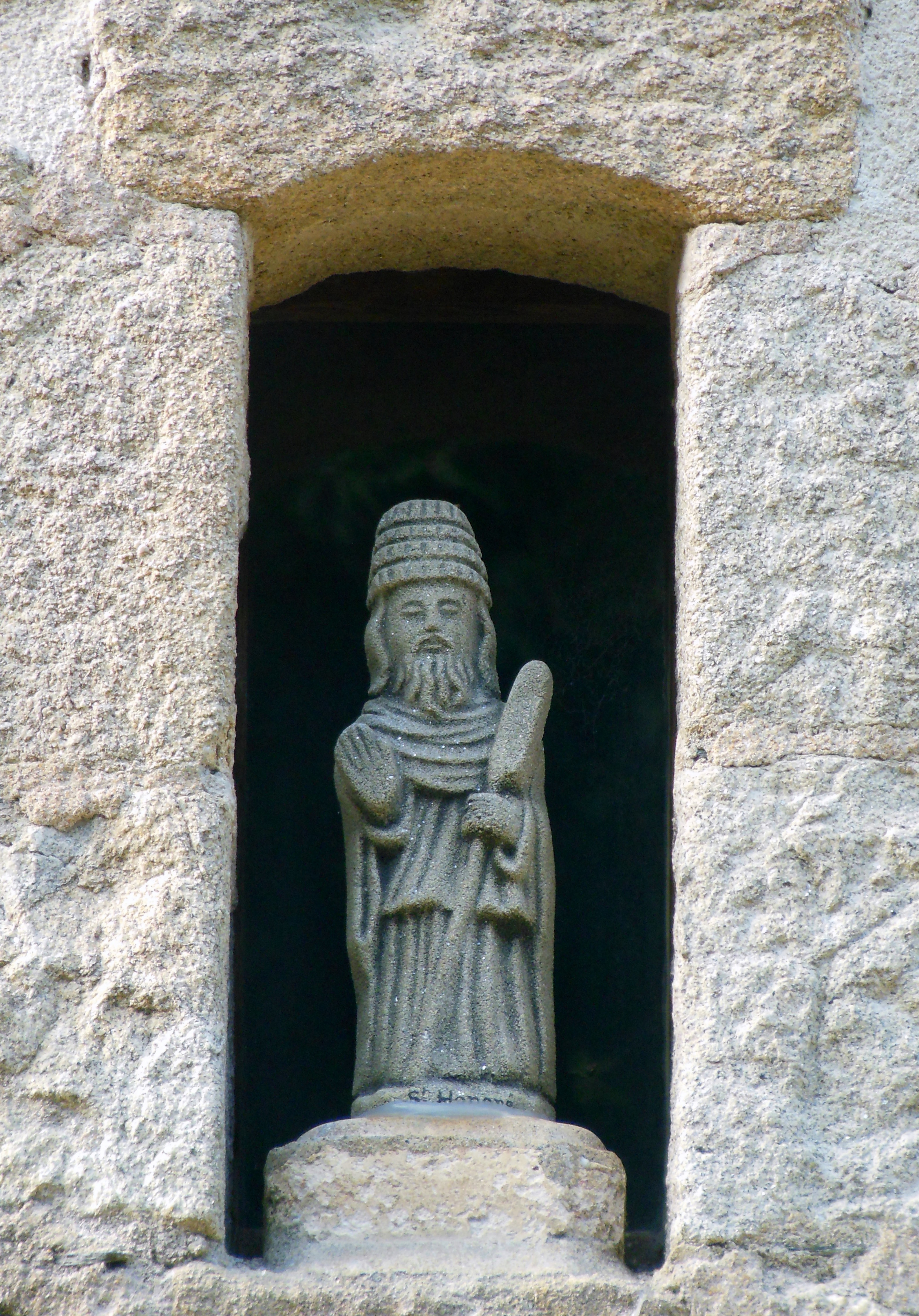
Statue de saint Honoré, saint patron des boulangers, nichée dans le moulin